# موش جنگلی بزرگ میندورو
موش جنگلی بزرگ میندورو (نام علمی: Apomys gracilirostris) نام یک گونه از سرده موش‌های جنگلی فیلیپین است.